# 呂慎多
呂慎多，河南寧陵人。清朝政治人物、進士出身。

## 生平
順治三年，登進士。授刑部員外郎。